# Olympische Jugend-Winterspiele 2012/Teilnehmer (Brasilien)
| Gelbes Symbol für Goldmedaillen mit stilisierten Olympischen Ringen | Graues Symbol für Silbermedaillen mit stilisierten Olympischen Ringen | Braundes Symbol für Bronzemedaillen mit stilisierten Olympischen Ringen |
| ------------------------------------------------------------------- | --------------------------------------------------------------------- | ----------------------------------------------------------------------- |
| —                                                                   | —                                                                     | —                                                                       |

Brasilien nahm an den Olympischen Jugend-Winterspielen 2012 in Innsbruck mit zwei Athleten in einer Sportart teil.

## Sportarten

### Ski Alpin
| Athleten      | Wettbewerb   | Durchgang 1 | Durchgang 2 | Gesamt             | Gesamt             |
| Athleten      | Wettbewerb   | Zeit        | Zeit        | Zeit               | Rang               |
| ------------- | ------------ | ----------- | ----------- | ------------------ | ------------------ |
| Jungen        |              |             |             |                    |                    |
| Tobias Macedo | Riesenslalom | 1:06,51 min | 1:01,06 min | 2:07,57 min        | 32                 |
| Tobias Macedo | Slalom       | 56,45 s     | 49,14 s     | 1:45,59 min        | 33                 |
| Mädchen       |              |             |             |                    |                    |
| Eliza Nobre   | Riesenslalom | 1:10,76 min | 1:13,54 min | 2:24,30 min        | 42                 |
| Eliza Nobre   | Slalom       | 59,91 s     | DSQ         | nicht qualifiziert | nicht qualifiziert |